# Jonathan Woodgate
Jonathan Woodgate (født d. 22. januar 1980 i Middlesbrough, England) er en nuværende manager og engelsk tidligere fodboldspiller, der spillede som forsvarsspiller. Gennem karrieren var han tilknyttet blandt andet Leeds, Newcastle, Real Madrid og Middlesbrough.
Woodgate blev ansat som ny manager i Middlesbrough den 14. juni 2019 med Robbie Keane som sin assistent.